# Henryk Stuart (lord Darnley)
Henryk Stuart (ang. Henry Stewart), lord Darnley (ur. 7 grudnia 1545 w Leeds, zm. 10 lutego 1567 w Edynburgu) – król Szkotów w 1565–1567 jako mąż Marii I; szkocki możnowładca, lord Darnley, od 1565 także książę Albany, hrabia Ross i baron Ardmannoch.
Był synem Mateusza (1516–1571), hrabiego Lennox. Mąż Marii Stuart, ojciec króla Jakuba I. Wywodził się z bocznej linii panującej w Szkocji – dynastii Stewart (Stuart). Protoplastą tejże linii był sir Jan Stewart, lord Bonkyl (zginął pod Falkirk w 1298), młodszy brat Jakuba Stewarta, V. dziedzicznego stewarta Szkocji, dziada króla Roberta II Stewarta. Matka Henryka – Małgorzata Douglas (ur. 1515, zm. 1578) była córką Archibalda Douglasa, VI. earla Angus, i Małgorzaty Tudor, starszej siostry Henryka VIII.

## Życiorys
Henryk urodził się 7 grudnia 1545, w twierdzy Newsham (Yorkshire) i od urodzenia nosił tytuł lorda Darnley. Podczas przygotowań do ślubu z kuzynką, królową Marią Stuart, 15 maja 1565 został proklamowany baronem Ardmannoch i earlem Ross, 20 lipca – został księciem Albany, a 28 lipca – otrzymał tytularną godność króla Szkocji (tytułowano go jednak przeważnie królem-małżonkiem). Jego ślub z królową odbył się 29 lipca 1565, w kaplicy pałacu Holyrood, w Edynburgu.
Henryk został zamordowany, prawdopodobnie za wiedzą i zgodą żony (wielu historyków uważa jednak, że Maria nie miała o tym żadnego pojęcia) – 10 lutego 1567, w domu zwanym Provost's House, w Kirk o'Field (pod Edynburgiem). Jego prochy spoczęły w opactwie Holyrood w Edynburgu.
Henryk jest bezpośrednim przodkiem wszystkich późniejszych królów angielskich. Z jego małżeństwa z królową Marią przyszedł na świat syn-jedynak – Jakub, w którego osobie połączyły się roszczenia szkockiej i angielskiej rodziny królewskiej. Po detronizacji matki został Jakubem VI Szkockim, a po wygaśnięciu Tudorów, po śmierci Elżbiety I (1603) odziedziczył tron Anglii i Irlandii jako Jakub I.

## Wywód przodków
| Prapradziadkowie                      | Jan Stuart, hr. Lennox (ok. 1430–1495) ∞ok. 1460 Małgorzata Montgomerie (1438–po 1495)  | Jakub Hamilton (ok. 1415–1479) ∞1474 Maria Stuart (1453–1488)                           | Jakub Stuart „Czarny Rycerz” z Lorn (ok. 1399–ok. 1451) ∞1439 Joanna Beaufort (1404–1445) | William Sinclair, hr. Orkadów (ok. 1410–ok. 1480) ∞1456 Marjory Sutherland (ok. 1440–po 1480) | Archibald Douglas zw. „Koci Dzwonek”, hr. Angus (ok. 1449–1513) ∞1468 Elizabeth Boyd (ok. 1450–1498) | John Drummond (ok. 1445/'9–1519) ∞ok. 1465 Elizabeth Lindsay (ok. 1450–1509)            | Edmund Tudor, hr. Richmond (1430–1456) ∞1455 Małgorzata Beaufort (1443–1509)    | kr. Anglii Edward IV York (1442–1483) ∞1464 Elżbieta Woodville (ok. 1437–1492)  |
| Pradziadkowie                         | Mateusz Stuart, hr. Lennox (1460–1513) ∞1494 Elżbieta Hamilton (1476–1531)              | Mateusz Stuart, hr. Lennox (1460–1513) ∞1494 Elżbieta Hamilton (1476–1531)              | Jan Stuart, hr. Atholl (ok. 1437–1512) ∞1475 Eleonora Sinclair (1457–1518)                | Jan Stuart, hr. Atholl (ok. 1437–1512) ∞1475 Eleonora Sinclair (1457–1518)                    | George Douglas, mistrz Angus (1469–1513) ∞1488 Elizabeth Drummond (ok. 1470/'3–po 1513)              | George Douglas, mistrz Angus (1469–1513) ∞1488 Elizabeth Drummond (ok. 1470/'3–po 1513) | kr. Anglii Henryk VII Tudor (1457–1509) ∞1486 Elżbieta York (1466–1503)         | kr. Anglii Henryk VII Tudor (1457–1509) ∞1486 Elżbieta York (1466–1503)         |
| Dziadkowie                            | Jan Stuart, hr. Lennox (ok. 1495–1526) ∞1511 Elżbieta Izabela Stuart (ok. 1495–po 1526) | Jan Stuart, hr. Lennox (ok. 1495–1526) ∞1511 Elżbieta Izabela Stuart (ok. 1495–po 1526) | Jan Stuart, hr. Lennox (ok. 1495–1526) ∞1511 Elżbieta Izabela Stuart (ok. 1495–po 1526)   | Jan Stuart, hr. Lennox (ok. 1495–1526) ∞1511 Elżbieta Izabela Stuart (ok. 1495–po 1526)       | Archibald Douglas, hr. Angus (ok. 1489–1557) ∞1514 Małgorzata Tudor (1489–1541)                      | Archibald Douglas, hr. Angus (ok. 1489–1557) ∞1514 Małgorzata Tudor (1489–1541)         | Archibald Douglas, hr. Angus (ok. 1489–1557) ∞1514 Małgorzata Tudor (1489–1541) | Archibald Douglas, hr. Angus (ok. 1489–1557) ∞1514 Małgorzata Tudor (1489–1541) |
| Rodzice                               | Mateusz Stuart, hr. Lennox (1516–1571) ∞1544 Małgorzata Douglas (1515–1578)             | Mateusz Stuart, hr. Lennox (1516–1571) ∞1544 Małgorzata Douglas (1515–1578)             | Mateusz Stuart, hr. Lennox (1516–1571) ∞1544 Małgorzata Douglas (1515–1578)               | Mateusz Stuart, hr. Lennox (1516–1571) ∞1544 Małgorzata Douglas (1515–1578)                   | Mateusz Stuart, hr. Lennox (1516–1571) ∞1544 Małgorzata Douglas (1515–1578)                          | Mateusz Stuart, hr. Lennox (1516–1571) ∞1544 Małgorzata Douglas (1515–1578)             | Mateusz Stuart, hr. Lennox (1516–1571) ∞1544 Małgorzata Douglas (1515–1578)     | Mateusz Stuart, hr. Lennox (1516–1571) ∞1544 Małgorzata Douglas (1515–1578)     |
| Henryk Stuart (1545–1567), ks. Albany |                                                                                         |                                                                                         |                                                                                           |                                                                                               | |                                                                                         |                                                                                 |                                                                                 |